# Marlies Göhr
Marlies Göhr  (nascida Oelsner; Gera, 21 de março de 1958) é uma ex-atleta da Alemanha Oriental, campeã olímpica e vencedora dos 100 metros planos na edição inaugural do Campeonato Mundial de Atletismo, em Helsínquia 1983.
Durante doze anos seguidos apareceu entre as dez primeiras das listas mundiais de velocistas de 100 metros rasos e, em seis deles, no primeiro lugar. Durante esse período Göhr quebrou vários recordes do mundo.

## Polémica
Com a Queda do Muro de Berlim em 1989, os arquivos da Stasi sugeriram que a dopagem estava institucionalizada no regime da República Democrática Alemã. Os resultados obtidos por numerosos atletas, entre os quais os de Marlies Göhr, que teria recebido altas doses de esteróides anabolizantes androgénicos, em 1983 e 1984, seriam de pôr em causa. Porém, só uma única vez Göhr acusou aqueles produtos numa análise antidopagem efectuada nos Campeonatos da Europa de Juniores em Atenas, quando tinha apenas dezessete anos.

## Recordes do mundo
|   | Prova              | Marca | Data              | Local                              |
| - | ------------------ | ----- | ----------------- | ---------------------------------- |
| 1 | 100 metros         | 10,88 | 1 de julho 1977   | Dresden, Alemanha Oriental         |
| 2 | estafeta 4 X 100 m | 41,85 | 13 de julho 1980  | Potsdam, Alemanha Oriental         |
| 3 | estafeta 4 X 100 m | 41,60 | 1 de agosto 1980  | Moscovo, União Soviética           |
| 4 | 100 metros         | 10,88 | 9 de julho 1982   | Karl-Marx Stadt, Alemanha Oriental |
| 5 | 100 metros         | 10,81 | 8 de junho 1983   | Berlim Leste, Alemanha Oriental    |
| 6 | estafeta 4 X 100 m | 41,53 | 31 de julho 1983  | Berlim Leste, Alemanha Oriental    |
| 7 | estafeta 4 X 100 m | 41,37 | 6 de outubro 1985 | Camberra, Austrália                |